# 珠廉笋螺
珠廉笋螺（学名：Terebra milelinae），是新腹足目笋螺科笋螺属的一种。主要分布于台湾，常栖息在浅海沙底。